# Radio Skonto
Radio Skonto wurde am 15. Dezember 1993 als Hörfunksender zur Versorgung des Rigaer Gebiets gegründet. Der Sender wurde von seinen Gründern Arvīds Mūrnieks und Ivo Baumanis als Alternative zum staatlichen Rundfunk Lettlands ins Leben gerufen.
Auf der Frequenz von 107,2 MHz erreicht der in lettischer Sprache moderierte Sender mittlerweile über 200.000 Zuhörer im Sendegebiet. Im Raum Talsi wird er über die in Deutschland als Bandgrenze nicht genehmigungsfähige 87,5 verbreitet. Darüber hinaus ist der Sender im Internet als Stream zu empfangen. Die Streams werden als MP3-, Real-Audio- und Windows-Media-Player-Streams bereitgestellt.
Im Jahre 1996 wurde Radio Skonto vom britischen Beratungsunternehmen „Radio Development International“ gemeinsam mit der mehrheitlich US-amerikanischen Metromedia International Group aufgekauft. Seitdem wird Radio Skonto als Aktiengesellschaft mit Sitz in Riga geführt.
Der Sender spielt vorwiegend Musiktitel aus amerikanischen, europäischen und lettischen Produktionen, mehrheitlich Easy-listening aus den 80er-Jahren. Der Sendeplan beinhaltet mindestens einen lettischen Song pro Stunde. Außerdem werden regelmäßig Instrumentals gespielt. Nachrichten und journalistische Beiträge stehen hinter dem musiklastigen Programm zurück. Als Markenzeichen sendet Radio Skonto nach nahezu jedem Musiktitel eine einprägsame Senderkennung (Jingle) in sechs verschiedenen Variationen.